# Krokobil
Krokobil is een single van de Nederlandse dj-groep Yellow Claw in samenwerking met de Nederlandse rappers Mr. Polska en  Sjaak uit 2012. 

## Achtergrond
Krokobil is geschreven door Mehdi Chafi, Boaz de Jong, Jim Taihuttu en Dominik Groot en geproduceerd door Boaz van de Beatz. Het is een traplied met rapgedeeltes. In het nummer wordt de bil van een vrouw vergeleken met een krokodil. Het lied werd uitgebracht met vier remixen op het nummer; door Nizzle, FeestDJRuud, The Partysquad en Alvaro & Naffz. De single heeft in Nederland de platina status.

## Hitnoteringen
Het lied was succesvol in zowel Nederland als België. De hoogste piekpositie werd bereikt in de Nederlandse Single Top 100, waar het tot de vijfde plaats kwam. Het stond vijftien weken in de Single Top 100 genoteerd. In de Nederlandse Top 40 piekte het op de twaalfde plek en was het negen weken in de hitlijst te vinden. Het kwam tot de veertigste plek in de Vlaamse Ultratop 50 in de twee weken dat het in de lijst stond.